# 印曜翰

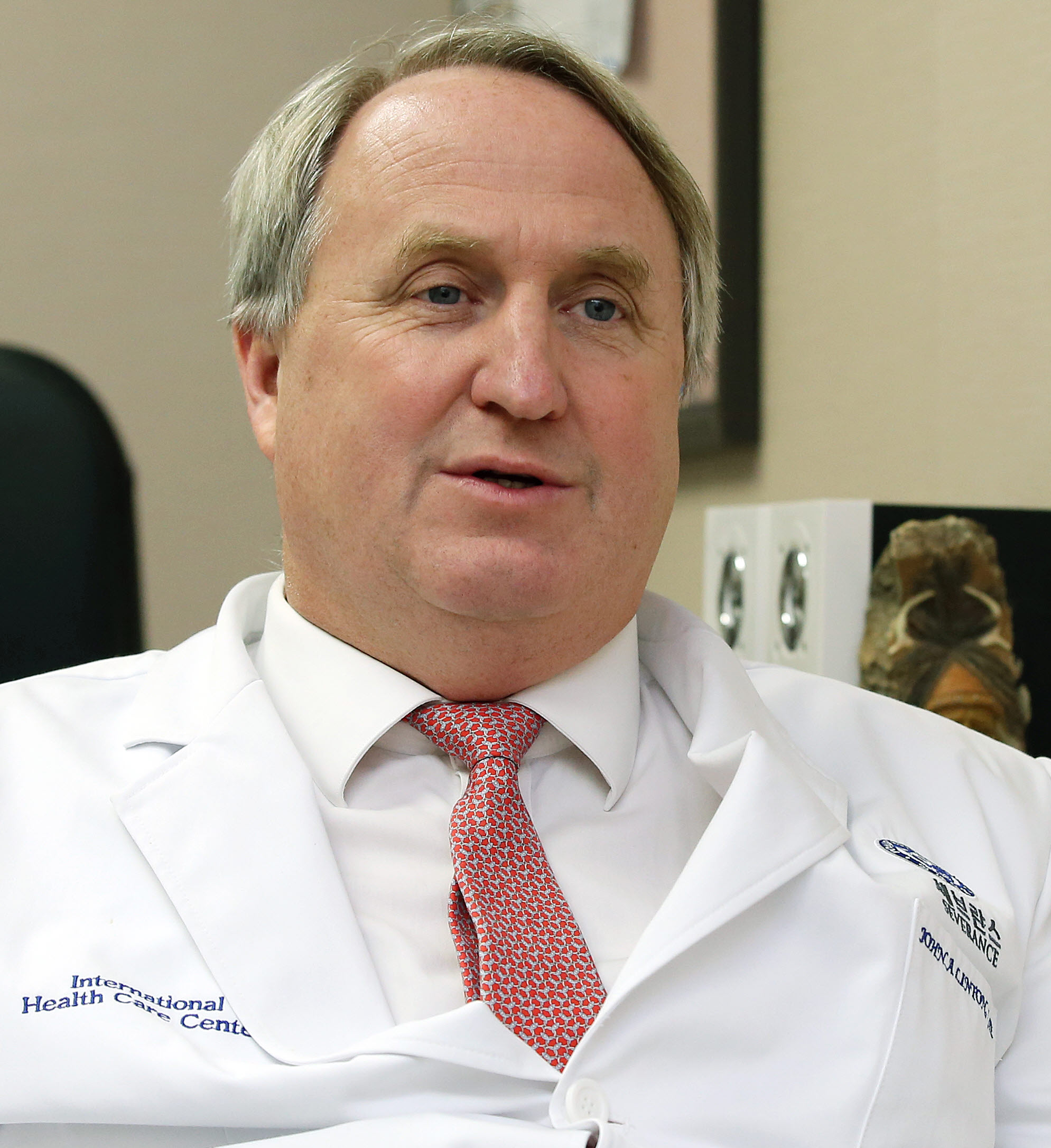
2014年

署名

印 曜翰ことジョン・リントン（イン・ヨハン、英語: John Alderman Linton、朝鮮語: 인요한、1959年12月8日 - ）は、アメリカ系韓国人の大韓民国の医師、医学者、政治家。第22代韓国国会議員。

## 経歴
全羅北道全州市生まれ、全羅南道順天市育ち。延世大学校医学科卒、高麗大学校大学院医学科修了（生理学修士・博士）。
1980年の大学在学中、光州事件で市民軍側の外国人記者向けの通訳として活動した。延世大学校医科大学付属セブランス病院国際診療所長、延世大学校家庭医学教室教授を務めた。1992年に韓国特別仕様の救急車を開発したなどの業績により、2012年に韓国への特別帰化が認められ、特別帰化韓国人第1号となった。
政界入りした後は国民の力革新委員長、第22代総選挙国民の未来選挙対策委員長、第22代国会議員、順天市広報大使・順天湾国際庭園博覧会広報大使を務めた。

## 家族
本貫は順天印氏で、印が2012年に帰化した時に新設した本貫である。アメリカ人だが、3世代以上前から朝鮮に住んでいる家系である。母方の曽祖父のユージン・ベルは全羅道で活動した宣教師。祖父のウィリアム・リントンは独立運動家で、三・一運動を米国に紹介したが、神社参拝拒否運動により1936年に強制出国させられ、光復後にまた韓国に帰った。父のヒュー・リントンは1950年、朝鮮戦争に参戦し、その後は妻と共に宣教活動を行った。1995年、兄のスティーブン・リントンらベルの子孫と共に北朝鮮への人道支援を目的とする「ユージン・ベル財団」を設立した。なお、2012年以降も、他の親戚が韓国に特別帰化したケースがある。
韓国式の救急車を開発した理由は、1984年に父のヒュー・リントンは自動車事故に遭い、救急車の不足により病院に行く途中、タクシーの中で亡くなったためである。

## エピソード
順天を故郷として愛し、普段は全羅方言を話す。自身も全羅道人だと自認し、「全羅道で育った順天の田舎者」という自己紹介を用いる。
韓国の医師免許試験に合格した初の西洋人である。また、医師の李国鍾は元教え子である。
最初の妻と離婚した後、インタビューに来た教会の女性と結婚した。なお、この妻が所属する教会は、アフガニスタンで2007年ターリバーン韓国人拉致事件に遭遇した盆唐センムル教会である。
キリスト教徒で、印が共同理事長を務める団体が管理する智異山の宣教師別荘の保存をめぐって、近くにある華厳寺からの抗議を受けた。